# Surniculus
Genre
Le genre Surniculus comprend quatre espèces de Coucous surnicous, souvent regroupés en deux espèces, oiseaux de la famille des Cuculidae, vivant dans l'écozone indomalaise.

## Liste des espèces
D'après la classification de référence (version 5.1, 2015) du Congrès ornithologique international (ordre phylogénique) :
- Surniculus velutinus – Coucou velouté
- Surniculus lugubris – Coucou surnicou
- Surniculus dicruroides – Coucou à queue fourchue
- Surniculus musschenbroeki – Coucou des Moluques